# فامبروفازون
فامبروفازون (بالإنجليزية: Famprofazone)‏ (جيوودين، جيوولين) هو عامل مضاد للالتهابات (NSAID) من سلسلة بيرازولون وهو متاح بدون وصفة طبية في بعض البلدان مثل تايوان. له تأثيرات مسكنة، مضادة للالتهابات، وخافض للحرارة. وقد عرف فامنروفازون ينتج الميثامفيتامين بعتباره مستقلب نشط، مع تحويل 15-20% من جرعة عن طريق الفم إليه. ونتيجة لذلك، تورط فامبروفازون أحيانًا في التسبب في إيجابيات اختبارات المخدرات للأمفيتامين.